# Шадрины
Шадрины — старинный русский дворянский род.
Род внесён в I часть родословной книги.

## Происхождение и история рода
Ведёт своё происхождение от якутского казака, убитого около середины XVII века в сражении против сибирских инородцев, Ивана Шадрина, сына которого, Петра Ивановича, Пётр Великий пожаловал (1709) «в дети боярские».
Вероятно, что род Шадриных намного древнее, чем это отмечено в ЭСБЕ/Шадрины.
1. В родословной росписи Воронцовых и Вельяминовых записан Иван Васильевич Шадра-Вельяминов, у которого был сын бездетный боярин Василий Иванович Шадрин и записан он, во множественном числе: …. Ивановы дети Шадрина[1]. Вполне возможно, что в росписи отмечен только один, значимый представитель рода.
2. В родословной росписи Беклемишевых записан дважды Иван Шадра, происхождением от разных представителей рода и только один указан бездетным.

При осаде г. Великих Лук польским королём Стефаном, погиб Упрям Григорьевич Шадрин (1581).
Арзамасский сын боярский Иван Девятого Шадрин подал челобитную (1647) о записи за ним выслуженной вотчину его отца Девятого Фролова Шадрина, деревни Камкино с пустошами в Ичаловском стане Арзамасского уезда, владели по жалованной грамоте (1618/19).
Примечание: Приведённый ниже список «Известные представители» опровергает происхождение рода от якутского казака и род ведёт своё происхождение от воеводы г. Тюмени Ивана Титовича Шадрина и его сын Пётр Иванович не мог быть пожалован в Дети боярские, так как за 17 лет до этого он был пожалован пожизненным титулом Московский дворянин, что отмечено в Боярской книге.

## Известные представители
- Шадрин Девятый Смолин — арзамасский городовой дворянин (1627—1629).
- Шадрин Иван Тимофеевич — воевода в Царёвококшайске (1649—1651).
- Шадрин Иван Титович — воевода в Тюмени (1656—1715)..
- Шадрин Пётр Иванович — московский дворянин (1692)[3][4].
- Шадрин Владимир Петрович — жилец, драгун эскадрона В. П. Шереметьева (1712—1713)